# زد تي إي أوبين
زد تي إي أوبين (بالإنجليزية: ZTE Open)‏ هو هاتف ذكي من زد.تي.إي يعمل بنظام فيرفكس، تم طرحه في الأسواق في 2 يوليو 2013.

## الخصائص
- نظام التشغيل: فيرفكس
- الكاميرا الخلفية: 3.1 ميجابكسل
- الشاشة: شاشة لمس